# Владимир Димитров – Майстора (награда)
Годишната Национална награда за живопис „Владимир Димитров – Майстора“ е награда, учредена от Съюза на българските художници през 1973 година.
За периода от 1973 г., когато е учредена от СБХ, до 1989 г., наградата има 39 лауреати. Сред тях са Златю Бояджиев, Ненко Балкански, Илия Петров, Генко Генков, Стоян Сотиров (1978), Румен Гашаров, Георги Баев (1972), Калина Тасева (1974), Димитър Киров (1981), Светлин Русев. Двукратно са награждавани Атанас Яранов, Вера Недкова (1974, 1980), Веса Василева, Емил Стойчев (1979, 1985), Теофан Сокеров (1979, 1982) и Милко Божков.
След прекъсване от над 20 години, по инициатива на Община Кюстендил, с участието на СБХ и Министерството на културата, наградата е възстановена през 2013 г. Победителят получава статуетка, диплом, 5000 лв. от община Кюстендил и 2000 лв. от МК. Статуетката е дело от скулптора Кирил Матеев, който печели конкурса за изработване на Национална награда за живопис на името на Владимир Димитров – Майстора. Носители на наградата след възстановяването ѝ са Андрей Даниел (2012), Свилен Блажев (2013), Ивайло Мирчев (2014), Станислав Памукчиев (2015), Николай Майсторов (2016), Анета Дръгушану (2017), Захари Каменов (2018), Елица Тодорова (2019), Йордан Кисьов (2020) и Атанас Парушев (2021).